# Ивайло Иванов (джудист)
Ивайло Иванов е български състезател по джудо, състезаваща се в категория 90 кг.. Участник на Летните олимпийски игри в Рио де Жанейро (2016) и Токио (2020)  i paris 2024

## Успехи
Европейски игри
- Сребърен медал на Европейските игри в Минск (Беларус, 2019).

Европейско първенство
- Сребърен медал на Европейското първенство в Минск (Беларус, 2019).
- Сребърен медал на Европейското първенство в Прага (Чехия, 2020).
- Бронзов медал на Европейското първенство в Казан (Русия, 2016).
- 🥉Бронзов медал на Европейското първенство в Подгорица(Черна гора, 2025)

Световно първенство за военни
- Шампион на Световните военни игри в Ухан (Китай, 2019).

Олимпийски игри
- 7-мо място на Летните олимпийски игри в Рио де Жанейро (2016).

Гран Шлем
- Златен медал в Абу Даби (ОАЕ, 2015).
- Сребърен медал в Париж (Франция, 2016).
- Сребърен медал в Баку (Азербайджан, 2016).
- Сребърен медал в Баку (Азербайджан, 2019).
- Бронзов медал в Токио (Япония, 2016).

Гран При
- Златен медал в Самсун (Турция, 2016).
- Златен медал в Хага (Нидерландия, 2018).
- Златен медал в Маракеш (Мароко, 2019).
- Сребърен медал в Тел Авив (Израел, 2019).
- Бронзов медал в Кингдао (Китай, 2015).
- Бронзов медал в Дюселдорф (Германия, 2016).
- Бронзов медал в Дюселдорф (Германия, 2017).
- Бронзов медал в Будапеща (Унгария, 2019).

Мастърс
- Бронзов медал в Доха (Катар, 2021).